# Cesare Nosiglia
Cesare Nosiglia (Rossiglione, 5 ottobre 1944) è un arcivescovo cattolico italiano, dal 19 febbraio 2022 arcivescovo emerito di Torino.

## Biografia
Nasce a Rossiglione, in provincia di Genova e diocesi di Acqui, il 5 ottobre 1944. Ben presto si sposta con la famiglia a Campo Ligure, comune limitrofo, dove vivevano già dei parenti.

### Formazione e ministero sacerdotale
Compie gli studi nei seminari vescovili di Acqui Terme e di Rivoli.
Il 29 giugno 1968 è ordinato presbitero dal vescovo Giuseppe Dell'Omo.
Viene inviato a Roma per approfondire gli studi; consegue la licenza in teologia alla Pontificia Università Lateranense e la licenza in Sacra Scrittura al Pontificio Istituto Biblico. È collaboratore delle parrocchie di San Giovanni Battista de Rossi e San Filippo Neri alla Pineta Sacchetti.
Dopo alcuni anni in parrocchia, riceve l'incarico presso l'Ufficio Catechistico Nazionale, dove rimane dal 1971 al 1991 come vicedirettore ed in seguito direttore.

### Ministero episcopale

#### Vescovo ausiliare di Roma, poi vicegerente
Il 6 luglio 1991 papa Giovanni Paolo II lo nomina vescovo ausiliare di Roma, incaricato per la catechesi e la scuola, e vescovo titolare di Vittoriana; riceve l'ordinazione episcopale il 14 settembre successivo, nella basilica di San Giovanni in Laterano, dal cardinale Camillo Ruini, co-consacranti i vescovi Livio Maritano ed Aldo Del Monte.

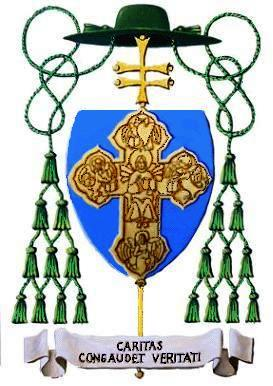
Stemma utilizzato dal 1996 al 2010

Il 19 luglio 1996 lo stesso papa lo nomina vicegerente della diocesi di Roma, elevandolo alla dignità di arcivescovo; succede a Remigio Ragonesi, dimessosi per raggiunti limiti d'età. Durante il sinodo diocesano di Roma ricopre l'incarico di relatore generale e presidente della commissione post-sinodale.
In ambito della CEI è stato membro della Commissione Episcopale per la dottrina della fede e la catechesi dal 1992 al 1999. Segretario della Commissione Episcopale per l'educazione cattolica, la scuola e l'università dal 1995, dal 2000 è presidente della stessa. A livello nazionale è stato presidente del consiglio nazionale della scuola cattolica. È stato presidente dell'OIEC (Organismo internazionale dell'educazione cattolica) dal 1998 al 2002.
In occasione del Giubileo del 2000 è vicepresidente della Commissione pastorale missionaria del comitato centrale e presidente del comitato italiano per la Giornata mondiale della gioventù.

#### Vescovo di Vicenza
Il 6 ottobre 2003 papa Giovanni Paolo II lo nomina 78º vescovo di Vicenza, con il titolo ad personam di arcivescovo; succede a Pietro Giacomo Nonis, dimessosi per raggiunti limiti d'età. Il 30 novembre seguente prende possesso della diocesi.
Il suo episcopato viene ricordato, tra le altre cose, per la beatificazione, nella cattedrale di Vicenza, della serva di Dio Eurosia Fabris Barban, il 6 novembre 2005: è la prima beatificazione avvenuta in una Chiesa locale in Italia, dopo la decisione di papa Benedetto XVI di celebrare a Roma soltanto le canonizzazioni.
Il 25 maggio 2010 viene nominato vicepresidente per l'Italia settentrionale della Conferenza Episcopale Italiana.
A nomina ad arcivescovo di Torino già avvenuta, affronta la difficile situazione dell'alluvione del Veneto del 2010 che colpisce la città di Vicenza e parte della diocesi; annulla tutti gli impegni di avvicinamento alla diocesi torinese e si reca in visita alla sede della Caritas, invasa dall'acqua e dal fango e alle parrocchie finite sott'acqua. Organizza una colletta straordinaria per gli sfollati proprio nella sua ultima domenica a Vicenza e decide di celebrare due messe (la prima a Cresole e la seconda a Rettorgole, frazioni di Caldogno) per testimoniare la sua vicinanza alla popolazione. Il pomeriggio del 14 novembre saluta ufficialmente la diocesi berica.

#### Arcivescovo di Torino
L'11 ottobre 2010 papa Benedetto XVI lo nomina arcivescovo metropolita di Torino; succede al cardinale Severino Poletto, dimessosi per raggiunti limiti d'età. Il 21 novembre successivo prende possesso dell'arcidiocesi nella cattedrale di Torino.
Il 5 gennaio 2011 viene eletto presidente della Conferenza episcopale piemontese, succedendo anche in questo caso al cardinale Poletto.
Il 29 giugno 2011 riceve il pallio, nella basilica di San Pietro in Vaticano, da papa Benedetto XVI.
Il 12 novembre 2012 apre solennemente, durante una celebrazione nel duomo di Torino, il sinodo dei giovani, che ha durata di due anni.
Nell'anno de «L'Amore più grande», motto dell'ostensione della Sindone 2015, invita tutti i giovani di Torino, d'Italia e del mondo a partecipare al pellegrinaggio alla Sindone, come cammino alla riscoperta di se stessi, delle motivazioni profonde del vivere. Il 20 giugno 2015 organizza a Torino una grande veglia di preghiera in attesa di papa Francesco: l'Happening degli oratori e dei giovani. Il 21 e il 22 giugno 2015 accoglie papa Francesco, in visita apostolica presso la città di Torino in occasione dell'ostensione della Sindone e del bicentenario della nascita di san Giovanni Bosco. Nella mattina di lunedì 22 accompagna il pontefice nella storica visita al Tempio Valdese, la prima nella storia del papato.
Il 9 novembre 2015, nella cattedrale di Santa Maria del Fiore a Firenze, tiene la solenne prolusione in occasione dell'apertura del Convegno ecclesiale nazionale in qualità di presidente del Comitato preparatorio.
L'8 settembre 2017 consegna la sua lettera pastorale Maestro dove abiti?, interamente dedicata alla pastorale giovanile, agli educatori e direttamente a tutti i giovani dell'arcidiocesi di Torino. Articolata in tre capitoli, è ispirata dalla chiamata dei primi discepoli di Gesù, narrata dall'Evangelista Giovanni nel primo capitolo del suo Vangelo (Giovanni 1,35-42a).
Il 1º agosto 2019 comunica l'intenzione di papa Francesco di confermarlo alla guida dell'arcidiocesi per altri due anni.
Il 12 ottobre 2019, in seguito alle dimissioni del vescovo Alfonso Badini Confalonieri per raggiunti limiti d'età, papa Francesco lo nomina amministratore apostolico della diocesi di Susa. Il 27 ottobre inizia il suo ministero con una celebrazione eucaristica nella cattedrale di San Giusto.
Il 5 novembre 2019 lancia il Servizio per l'Apostolato Digitale, prima esperienza del genere in Italia e frutto del Sinodo dei vescovi sui giovani, la fede e il discernimento vocazionale.
A partire dal mese di gennaio 2021 effettua la visita pastorale nella diocesi di Susa.
Il 3 marzo 2021 annuncia in diretta social che sabato 3 aprile dalle 16.30 si terrà una speciale liturgia di fronte alla Sindone. La preghiera dal duomo vedrà la partecipazione dei giovani torinesi coinvolti nel cammino di preparazione al capodanno di Taizè, che proporranno anche alcune testimonianze sul dolore e la speranza che hanno caratterizzato questo ultimo anno.
Il 19 febbraio 2022 papa Francesco accoglie la sua rinuncia, presentata per raggiunti limiti di età, al governo pastorale dell'arcidiocesi di Torino; gli succede Roberto Repole, fino ad allora direttore della Sezione parallela di Torino della Facoltà teologica dell'Italia settentrionale, nominato contestualmente anche vescovo di Susa, essendo state unite in persona episcopi le due sedi. Rimane amministratore apostolico dell'arcidiocesi di Torino e della diocesi di Susa fino all'ingresso del successore, avvenuto rispettivamente il 7 e l'8 maggio seguenti.
Da arcivescovo emerito rimane a risiedere a Torino presso la parrocchia della Madonna Addolorata al Pilonetto.

## Genealogia episcopale e successione apostolica
La genealogia episcopale è:
- Cardinale Scipione Rebiba
- Cardinale Giulio Antonio Santori
- Cardinale Girolamo Bernerio, O.P.
- Arcivescovo Galeazzo Sanvitale
- Cardinale Ludovico Ludovisi
- Cardinale Luigi Caetani
- Cardinale Ulderico Carpegna
- Cardinale Paluzzo Paluzzi Altieri degli Albertoni
- Papa Benedetto XIII
- Papa Benedetto XIV
- Papa Clemente XIII
- Cardinale Bernardino Giraud
- Cardinale Alessandro Mattei
- Cardinale Pietro Francesco Galleffi
- Cardinale Giacomo Filippo Fransoni
- Cardinale Carlo Sacconi
- Cardinale Edward Henry Howard
- Cardinale Mariano Rampolla del Tindaro
- Cardinale Gennaro Granito Pignatelli di Belmonte
- Cardinale Pietro Boetto, S.I.
- Cardinale Giuseppe Siri
- Cardinale Giacomo Lercaro
- Vescovo Gilberto Baroni
- Cardinale Camillo Ruini
- Arcivescovo Cesare Nosiglia

La successione apostolica è:
- Vescovo Adriano Tessarollo (2009)
- Vescovo Franco Lovignana (2011)
- Arcivescovo Marco Arnolfo (2014)
- Vescovo Piero Delbosco (2015)
- Vescovo Marco Brunetti (2016)
- Vescovo Derio Olivero (2017)
- Vescovo Marco Prastaro (2018)
- Cardinale Roberto Repole (2022)